# Безбородко, Илья Андреевич
Граф Илья́ Андре́евич Безборо́дко (16 [27] февраля 1756, Глухов — 8 (20) июня 1815, Санкт-Петербург) — российский генерал, участник русско-турецких войн, сенатор, младший брат канцлера Российской империи князя Александра Безбородко, учредитель Нежинского лицея.

## Биография
Сын Андрея Яковлевича Безбородко — генерального писаря Войска Запорожского.
Поступил на действительную военную службу в 15 лет, участвовал в военных действиях против турок в 1773 и 1774 годах.
В 1785 году был бригадиром, членом главной провиантской канцелярии и получил орден Святого Владимира 3-й степени.
В 1786 году произведён в генерал-майоры.

В 1790 году служил под начальством Александра Суворова. При штурме Измаила командовал четвёртой и пятой колоннами левого крыла. Здесь он оказал мужество и храбрость, каковые заслуги его и были награждены Анненской лентой и 25 марта 1791 орденом Святого Георгия 3-й ст. № 78 
Во уважение на усердную службу и отличную храбрость, оказанную при взятии приступом города и крепости Измаила с истреблением бывшей там турецкой армии, командуя колонною.
Кроме того, 2 сентября 1793 года получил золотую шпагу, украшенную алмазами, с надписью «За храбрость».
1795 году Безбородко был произведён в генерал-поручики. 5 апреля 1797 года император Павел Петрович в день своего коронования пожаловал ему орден Святого Александра Невского, а в следующем году произвёл в действительные тайные советники и сенаторы.
После кончины брата, Илья Андреевич наследовал всё его состояние, и уже 4 сентября 1800 года уволен был от службы. Храбрый солдат, прекрасный семьянин, благожелательный ко всем окружающим, Безбородко не обладал государственными способностями, но пользовался всеобщим уважением за свою честность и отчуждённость от всех придворных интриг.

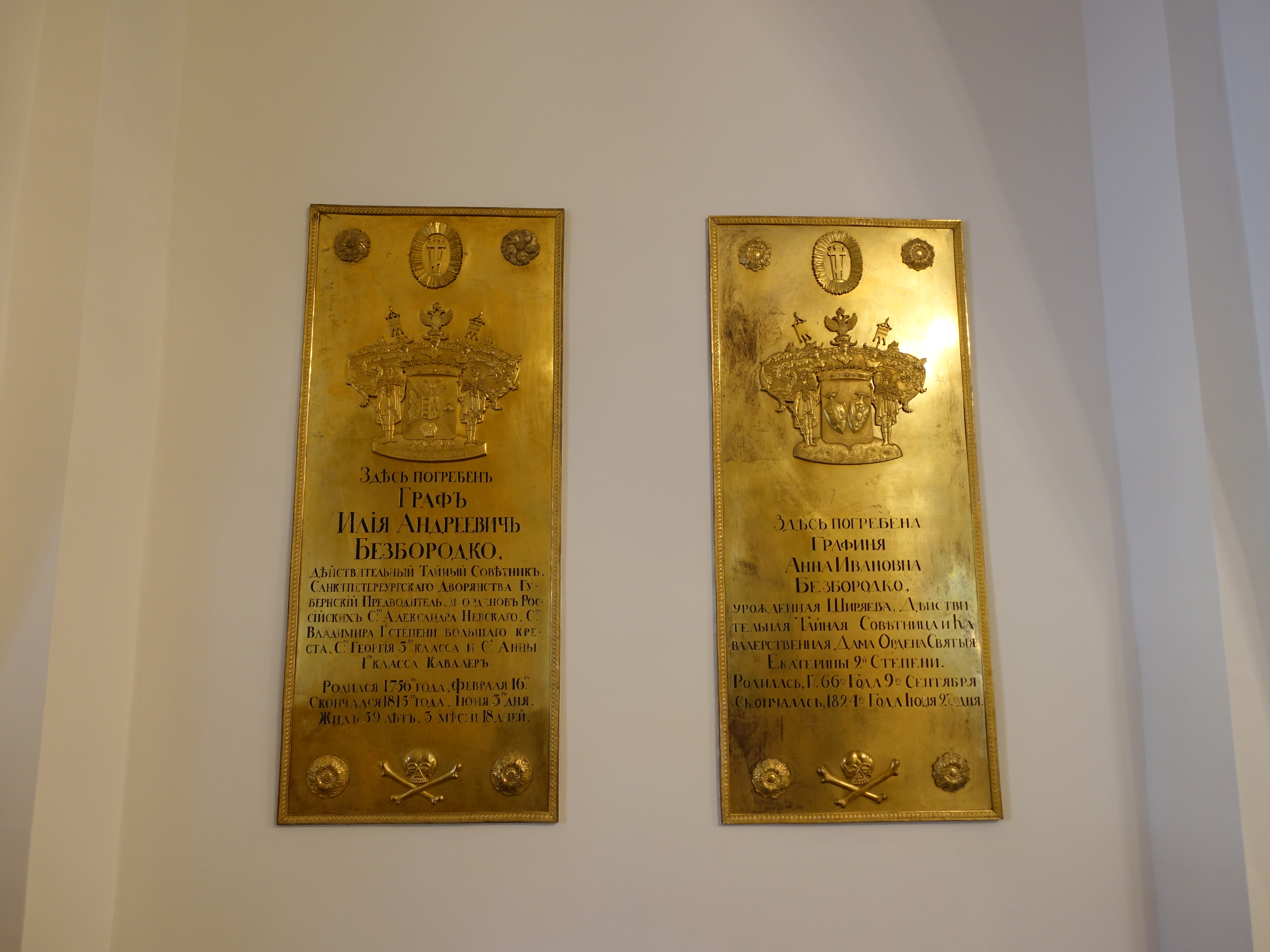
Надгробные плиты И. А. Безбородко с супругой в Благовещенской церкви Александро-Невской лавры

29 июля 1805 года император Александр I возложил на графа Безбородко орден Святого Владимира 1-й степени, главным образом за то, что он пожертвовал на основание в Нежине гимназии дом и сад, выдав для этой цели 210 тыс. руб., назначенные его братом Александром Безбородко для благотворительных дел, и обязался вносить по 150 000 руб. ежегодно, обеспечив взнос 3000 крестьян.
Гимназия, получившая название Нежинской гимназии высших наук была открыта в 1820 году. Интересно, что начало комплектования фондов её библиотеки, также было положено личным собранием книг Александра Безбородко.
Масон.
Граф Илья Андреевич скончался от лихорадки в Петербурге в 1815 году на шестидесятом году от роду, в звании предводителя дворянства Петербургской губернии. Останки его покоятся в Александро-Невской лавре (Благовещенская церковь Александро-Невской лавры).

## Семья
Жена (с 1782 года) — Анна Ивановна Ширай (09.09.1766—27.07.1824), из старинной и богатой малороссийской фамилии, кузина Степана Ширая. Имела большое влияние на мужа; с 21 июля 1816 года — кавалерственная дама ордена Св. Екатерины меньшего креста. По словам современника, была добрейшей женщиной. Жила с семьёй очень роскошно на Почтамтской в собственном доме, у них была роговая музыка, а каждый четверг и воскресенье бывал открытый стол. Все малороссияне, приезжавшие в Петербург, принимаемы были очень ласково, а некоторым из них даже отводились в доме квартиры. Умерла в Петербурге от водянки, похоронена рядом с мужем. Вскрытием и бальзамированием тела графини занимался Илья Буяльский. Им было обнаружено полное заращение желчного пузыря, из-за нарыва в печени, прорвавшегося в пузырь и втянувшего его в воспалительный процесс. Это заращение произошло задолго до смерти и, по словам Буяльского, было «примером необыкновенного аппетита после воспаления в правом боку, продолжавшегося 10 лет, до самой смерти». В браке имела троих детей. Всё состояние Ильи Безбородко перешло к его младшей дочери и внукам Кушелевым, так как единственный сын его умер раньше отца. Дочери Безбородко были наследницами всего состояния своего дяди Александра Безбородко, что сделало их богатейшими невестами России.
- Любовь Ильинична (1783—1809), замужем с 1799 года за адмиралом графом Григорием Григорьевичем Кушелевым (1754—1833); их старший сын тайный советник, сенатор и камергер, граф Александр Григорьевич, получил позволение именоваться графом Кушелевым-Безбородко. Он был почётным попечителем Нежинского лицея князя А. А. Безбородко, каковым правом высочайше велено пользоваться старшему в роде Безбородко. Второй сын Григорий Григорьевич, генерал-майор, директор Артиллерийского департамента.
- Андрей Ильич (1784—1814), получил домашнее воспитание, продолжил образование в Париже. В день коронации Павла I был пожалован камергером Высочайшего двора и действительным статским советником. Служил в Александрийском гусарском полку, проиграв в карты около 20 000 руб., вышел в отставку. Жил в Петербурге в родительском доме, где только тем и занимался, что пил вино и читал историю Rolin. По отзыву современника, неуклюжий и слабоумный Безбородко был не красив собою и имел много недостатков, но при всём том он был добрый человек и никогда не делал никому зла[4].
- Клеопатра Ильинична (1791—1840), замужем с 1811 года за генерал-майором князем Александром Лобановым-Ростовским (1788—1866).

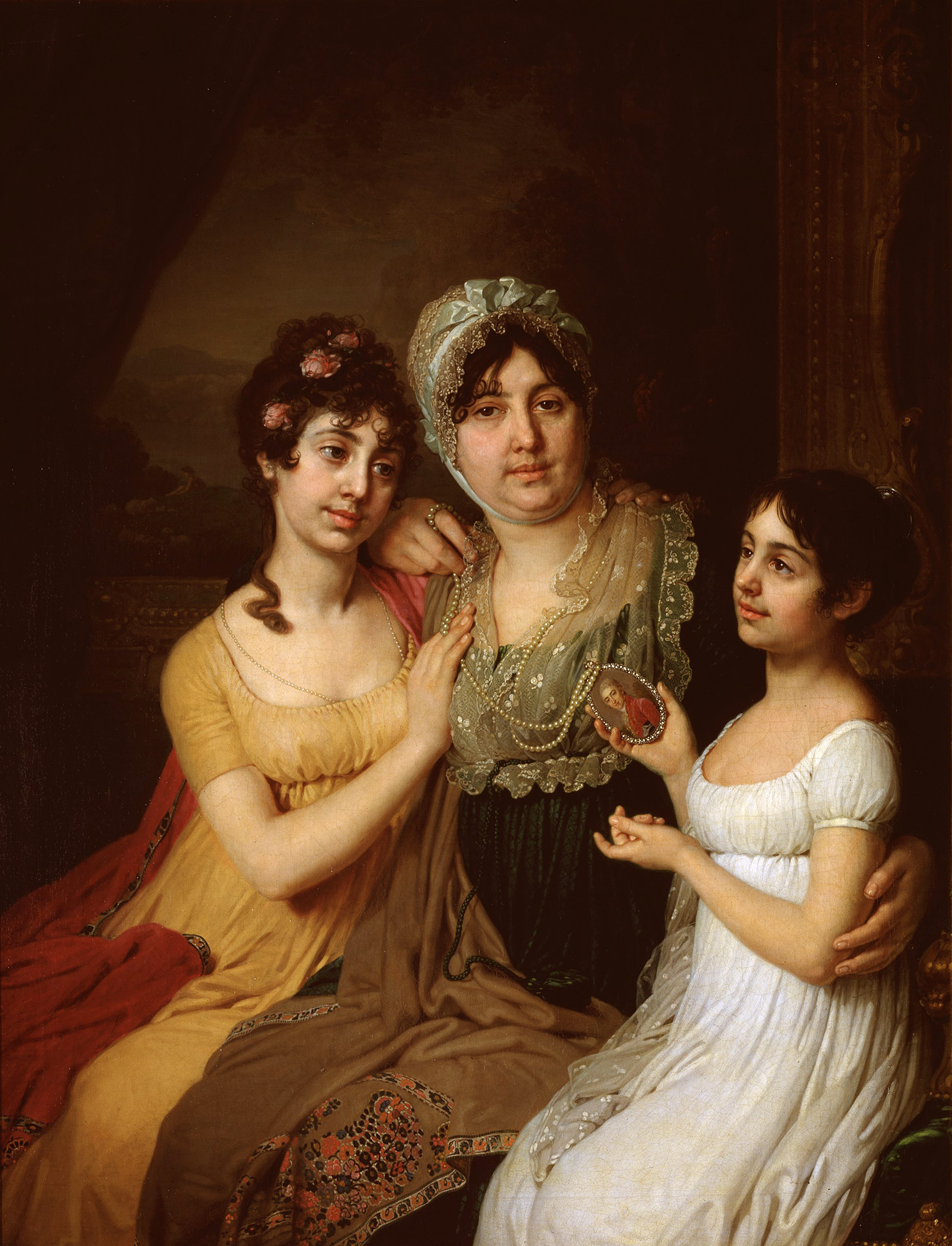
Анна Ивановна Безбородко с дочерьми
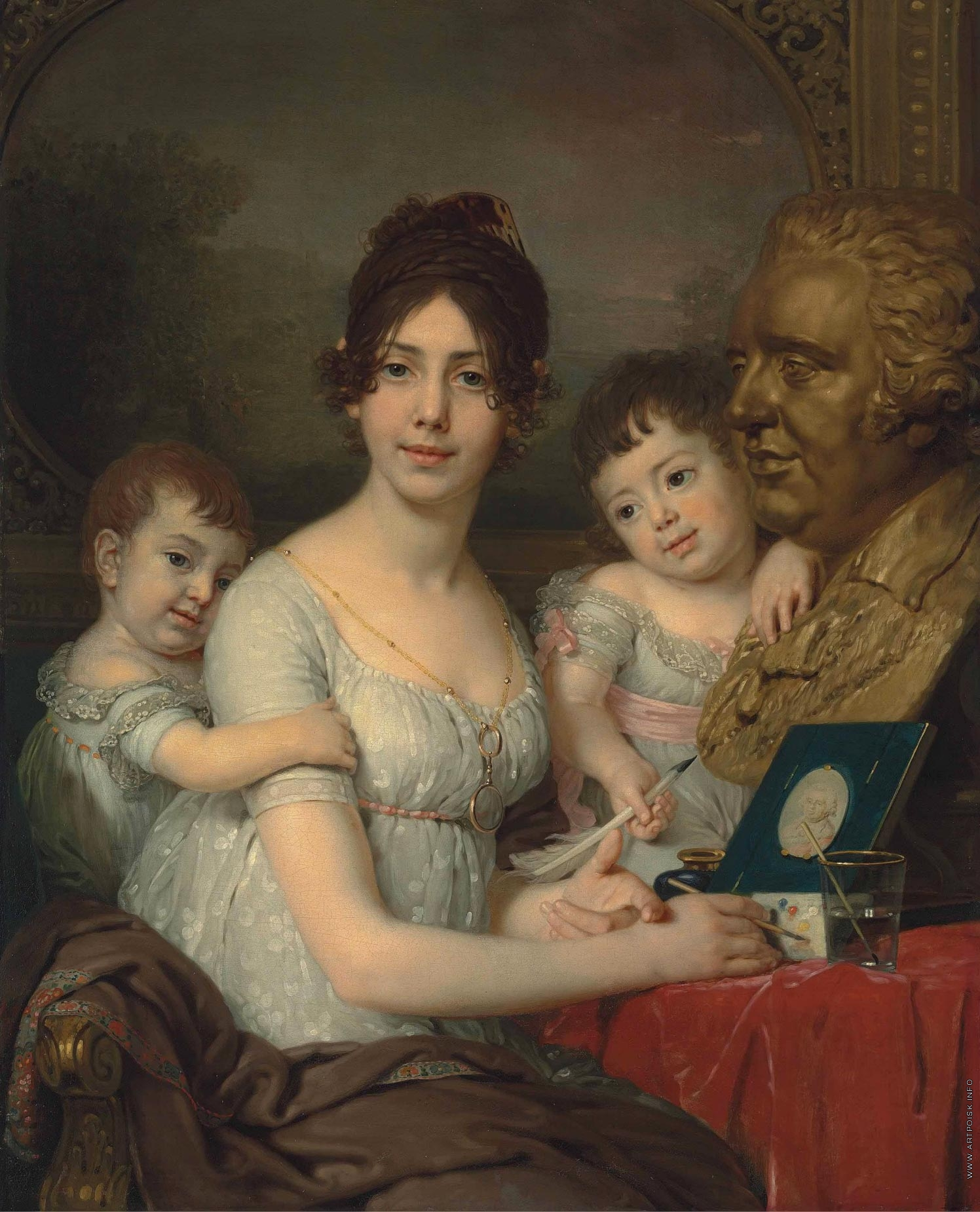
Любовь Кушелева с сыновьями
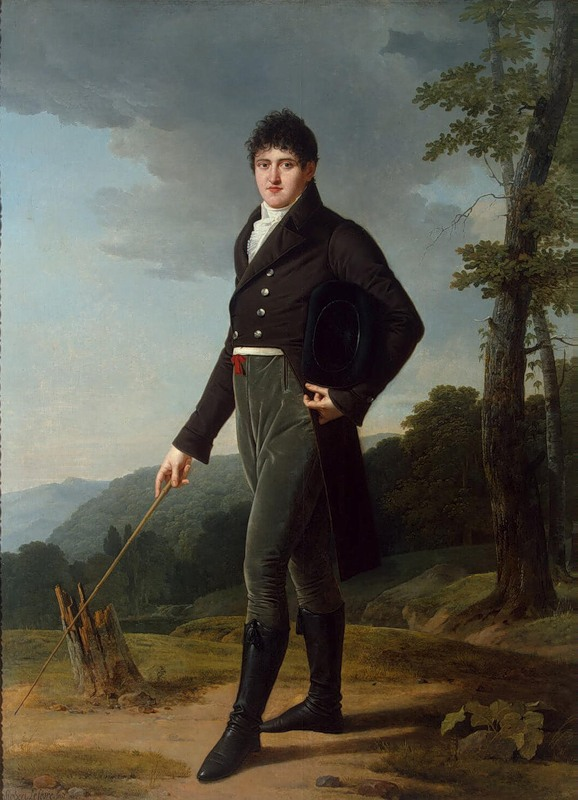
Андрей Ильич
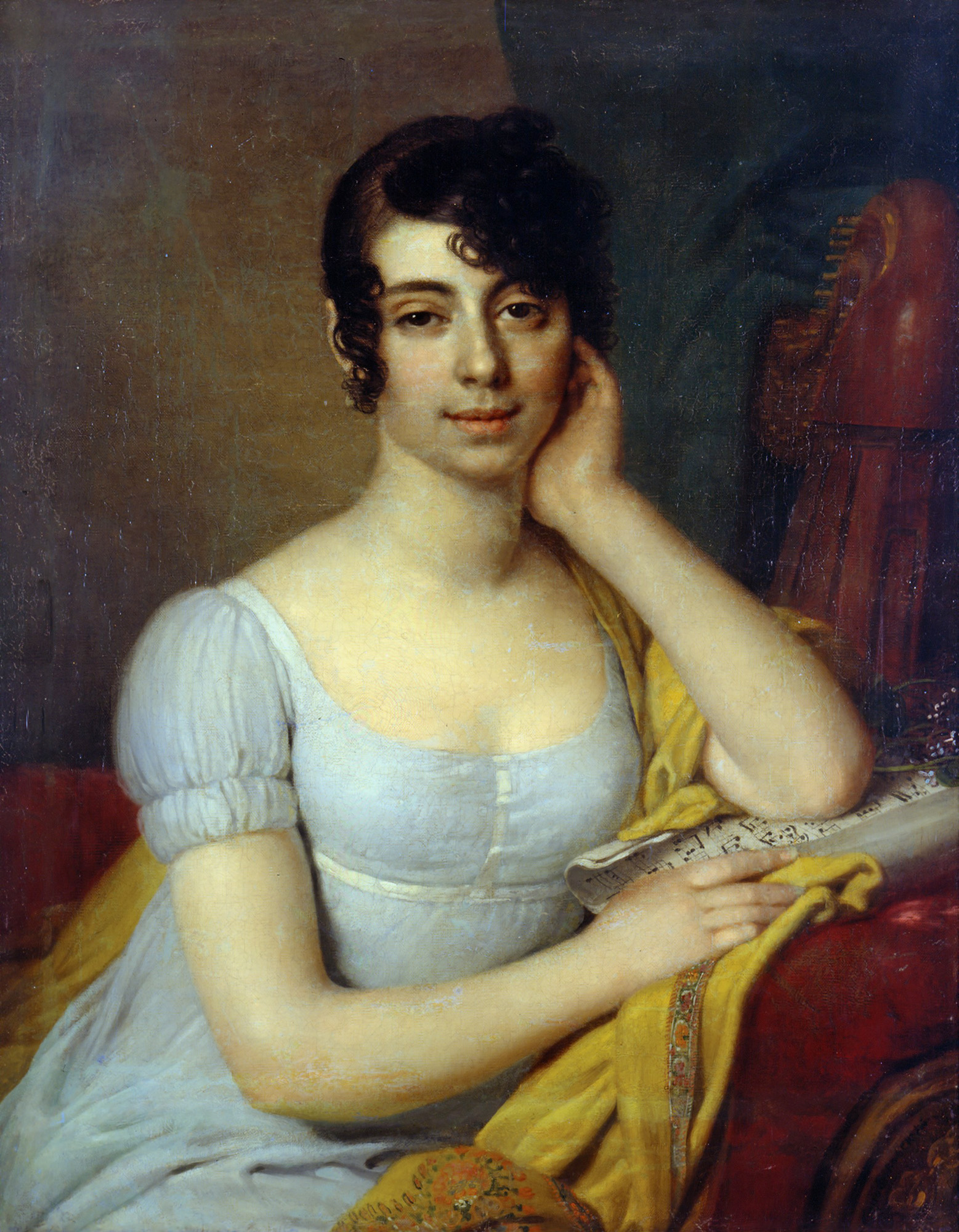
Клеопатра Ильинична